# Trairi
Trairi este un oraș în statul Ceará (CE) din Brazilia.